# José Cardona
José Enrique Cardona Gutiérrez (La Lima, 27 de febrero de 1939 - San Pedro Sula, 30 de enero de 2013) fue un futbolista histórico hondureño que jugaba en la posición de delantero, jugó en equipos españoles tanto como el Elche y el Atlético de Madrid. Pelé lo describió como un "crack" y viniendo del astro brasileño se debe respetar. 

## Datos personales
José Enrique Cardona Gutiérrez, nació el 27 de febrero de 1939 en el sitio denominado El Bejuco, de la aldea El Higuerito, jurisdicción de La Lima, departamento de Cortés. Falleció el 30 de enero de 2013 producto de una glucemia. Hijo de la señora Petrona Gutiérrez y el señor José de la Luz Cardona. De pequeño José Enrique creció en la localidad de El Tamarindo, jurisdicción de La Lima vieja. Estuvo casado con la alicantina Francisca Paquíta Cerdá, hija del señor Vicente Cerdá.

## Carrera
José Enrique Cardona Gutiérrez jugaba al fútbol desde niño en los campos y potreros de su localidad. Fue fichado por primera vez por el equipo Club Deportivo Hibueras, con el cual obtuvo un título de goleador y el de campeón. Su primer equipo en Europa fue el Lusitano de Portugal, el cual era dirigido por De Évora. En 1959, Pedro Otto Bumbel lo ficharía para el Elche Club de Fútbol de España, equipo que le ofreció un contrato en blanco, por el que se pagó 500 dólares al Hibueras. El Elche iba a jugar en la Primera división española por primera vez en su historia y el fichaje de Cardona fue uno de los refuerzos para intentar conseguir la permanencia en la categoría.
Debuta en la Primera división española el 13 de septiembre de 1959 en el partido Oviedo contra Elche (1:1). En su última temporada en el club, 1963-64, consiguió un quinto puesto en liga, la mejor clasificación de la historia del Elche Club de Fútbol. Permaneció en el Elche cuatro temporadas, en las que disputó 89 partidos de liga, en los que marcó 24 goles.
En 1964 fue fichado por el club Atlético de Madrid. En su primera temporada en su nuevo equipo, consigue un subcampeonato de liga y una Copa del Generalísimo (actual Copa del Rey). En la final de esa competición, Cardona anotó el gol del triunfo ante el Real Zaragoza.[cita requerida] Al año siguiente se proclamaría campeón de la liga con su equipo.
En 1966 y reforzando al Valencia, en la inauguración del Estadio Azteca en la ciudad de México, D.F. anotó el primer gol nocturno (con luz artificial). Su nombre está grabado en una placa alusiva.
Permaneció en el Atlético de Madrid hasta la temporada 1968-69, que sería la última como jugador activo. Disputó un total de 141 partidos en Primera división española, marcando 44 goles.

## Trayectoria

### Clubes
Equipos de fútbol al cual perteneció José Enrique Cardona:
| Equipo                     | País     | Período     |
| -------------------------- | -------- | ----------- |
| Hibueras                   | Honduras | 1949–1954   |
| Real Club Deportivo España | Honduras | 1955–1956   |
| Lusitano Ginásio Clube     | Portugal | 1957–1958   |
| Elche Club de Fútbol       | España   | 1958 - 1964 |
| Atlético de Madrid         | España   | 1964 - 1971 |

### Palmarés
- 2 Liga española (Atlético, temporadas 65-66 y 69-70)
- 1 Copa del Generalísimo (Atlético, 1965)